# Overbetuws
Het Overbetuws is een dialect dat wordt gesproken in de Betuwse streek de Over-Betuwe. De Over-Betuwe vormt het meest oostelijke deel van de Betuwe en bestaat uit de gemeente Overbetuwe, het stadsdeel Nijmegen-Noord (gemeente Nijmegen), het stadsdeel Arnhem-Zuid (gemeente Arnhem) en de gemeente Lingewaard, afgezien van de Middelwaard. Het Overbetuws sluit goed aan bij de dialecten in het Rijk van Nijmegen, de Liemers, het Land van Cuijk en de kop van Noord-Limburg. Het verschilt daarentegen merkbaar van het Nederbetuwse dialecten.
Een belangrijk verschil met dat laatste dialect is de uitspraak van de Standaardnederlandse ij en ui. In het Nederbetuws klinken die ongeveer als in het Nederlands, in het Overbetuws klinken ze nog altijd als ie en uu. Een even belangrijk verschil is het voorkomen van umlaut in verkleinwoorden (boek - buukske, dop - döpke), wat in het westen van deze streek ontbreekt. Deze tamelijk ingrijpende taalovergang suggereert dat de Overbetuwe zeer overwegend onder invloed van Nijmegen en Kleef stond, terwijl de Nederbetuwe zich meer op (Midden-)Brabant en op Holland richtte.
Het dialect was tot aan het begin van de eenentwintigste eeuw nog dominant in het niet-verstedelijkte gebied van de Overbetuwe. Onder invloed van de steden Arnhem en Nijmegen, waar dialect alleen nog door lager opgeleiden wordt gesproken, neemt, net als elders, het gebruik af. Het Overbetuws is al sinds jaar en dag bekend uit de streekromans van J.J. Cremer. Ook de Oosterhoutse zanger Dick van Altena is voorvechter en cultiveerder van het dialect.